# Duomo di Bad Doberan
Il duomo di Bad Doberan (in tedesco: Bad Doberaner Münster) è un edificio religioso della città di Bad Doberan, nella regione Meclemburgo-Pomerania Anteriore, in Germania. Antica abbazia dei cistercensi, oggi è una chiesa evangelico-luterana ed è nota per essere uno degli edifici di tardo gotico in mattoni più rilevanti del Meclemburgo.

## Storia

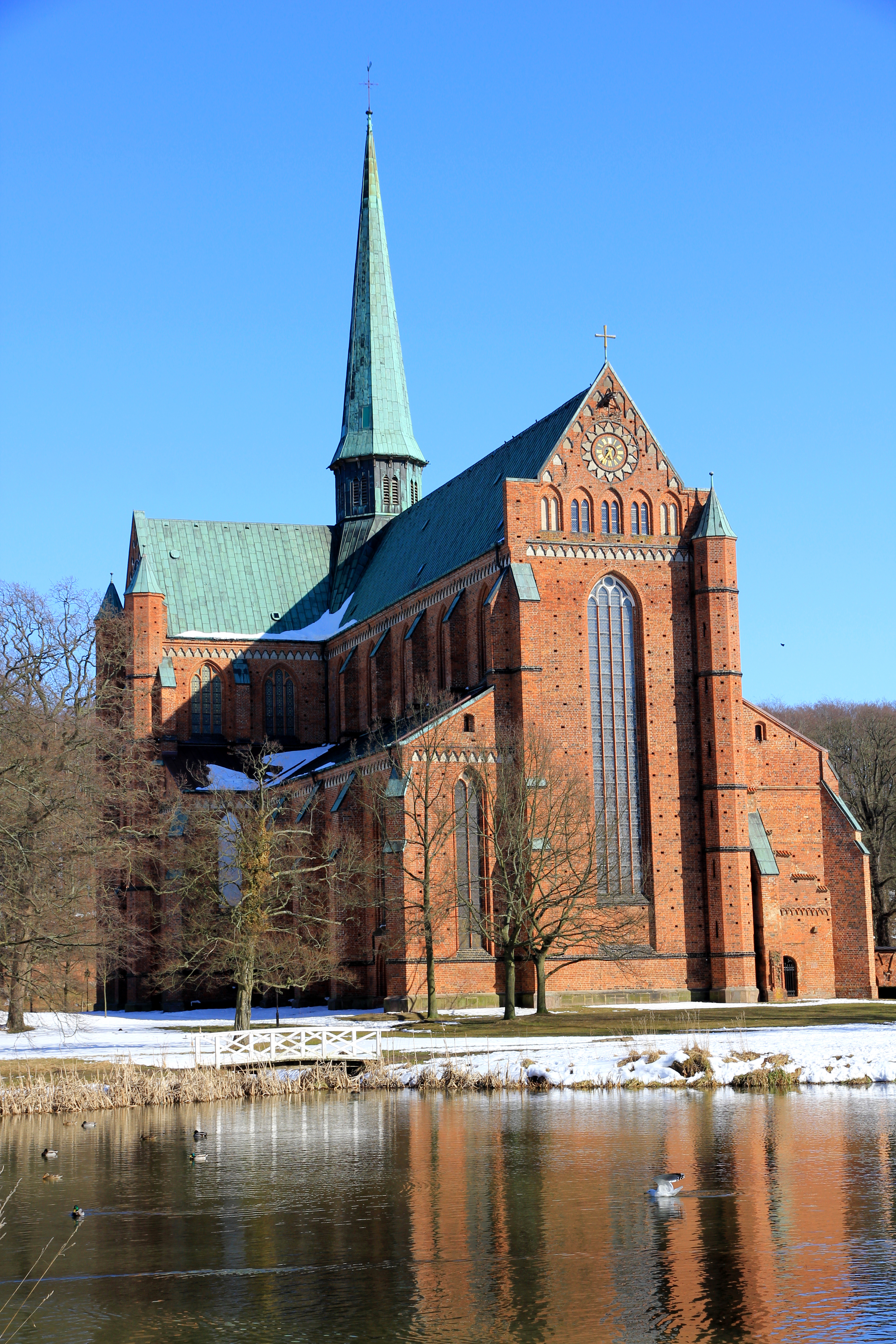
La facciata.

### La chiesa cattolica
Dopo il 1164, il principe Pribislavo di fede cristiana approvò la fondazione di un monastero nell'area di Doberan ove accogliere una comunità di monaci cistercensi provenienti dall'Abbazia di Amelungsborn e dalle regioni montane del Weser presso Althof. Nel 1171 il monastero poteva già dirsi uno dei più ricchi della regione avendo ricevuto grandi e generose donazioni da parte della proprietà terriera locale. Dopo la morte di Pribislavo nel 1178, il monastero venne coinvolto nelle violente guerre di successione che seguirono e venne parzialmente distrutto. Il reinsediamento avvenne nel 1186.
Nel 1232 si decise di ampliare il primitivo monastero e perciò da quella che era una struttura romanica di modeste dimensioni si giunse ad una grande chiesa tardogotica la cui costruzione proseguì per tutto il XIII secolo. Parti della struttura romanica vennero incluse nella nuova struttura e nel 1297 la nuova cattedrale poté dirsi conclusa, l'altare venne consacrato nel 1300 e la torre campanaria venne completata dal 1301 con una campana di bronzo benedetta dall'abate Giovanni di Elbing. Nove anni più tardi venne rifinita l'area del coro e dal 1368 essa divenne ufficialmente il luogo di sepoltura dei duchi di Meclemburgo a sottolineare l'importanza del sito.

### La chiesa luterana

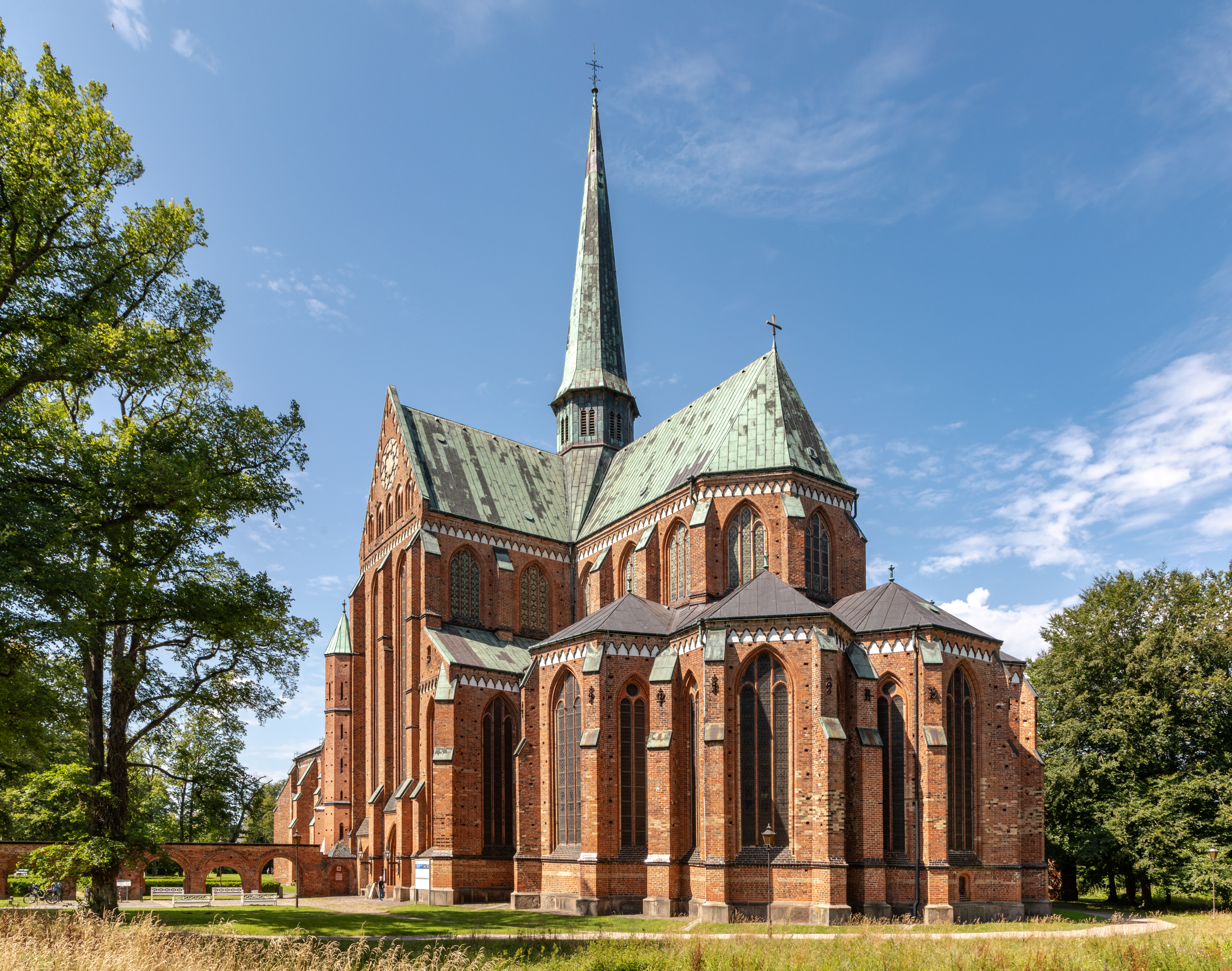
La parte absidale.

L'area del Meclemburgo fu particolarmente feconda nel creare accoliti per gli insegnamenti di Martin Lutero tra cui i duchi Enrico V e Alberto VII. Alberto VII, duca di Brunswick-Lüneburg, tornò presto al cattolicesimo mentre suo fratello Enrico V fu uno strenuo oppositore della dottrina papista. Il 7 maggio 1520 il conflitto aperto tra i due fratelli portò ad una scissione del Meclemburgo-Schwerin nei ducati di Meclemburgo-Schwerin e Meclemburgo-Güstrow. Il monastero di Doberan a questo punto della sua storia passò sotto i domini di Enrico V che vi nominò come proprio rappresentante Joachim Stafford, noto riformato presso l'Università di Rostock, dal 1521.
Il monastero, che si trovava sotto la protezione personale del duca, subì la secolarizzazione e dal 1530 l'imperatore Carlo V riconobbe questo atto sulla base del "cuius regio, eius religio" che aveva portato alla fine delle guerre di religione in Germania. Il 7 marzo 1552 l'ultimo abate cistercense, Nicholas Peperkorn, lasciò il monastero e si ritirò in un monastero minore a Pelplin con le reliquie salvate. Inizialmente la struttura fu data al saccheggio ad opera del capitano Jürgen Rathenow, ma successivamente il duca Ulrico di Meclemburgo fermò questo procedere degli eventi intenzionato a salvare la cattedrale per riconvertirla in un luogo di culto riformato. Dopo una ristrutturazione della struttura, il tempio venne riconsacrato di fede luterana dal nuovo pastore protestante Hermann Kruse che giunse nel 1564 e i duchi di Meclemburgo continuarono a farvisi seppellire.

### Dal XVI secolo ai giorni nostri

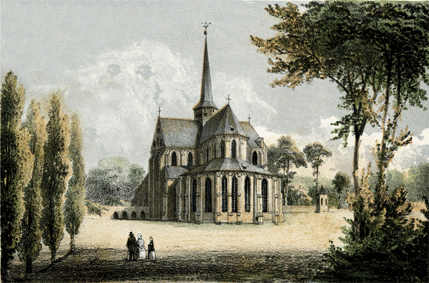
La chiesa in un'incisione del 1840

Salvato dai saccheggi dei riformati, il monastero di Bad Dobveran rischiò nuovamente di venire danneggiato ad opera degli eserciti impegnati nella Guerra dei Trent'anni che lo assaltarono nel 1637. Un anno più tardi, quando iniziarono i lavori di restauro dell'edificio, vennero demolite anche alcune strutture precedenti e fortemente danneggiate dagli scontri. Il monastero rimase tale sino al 1883 quando iniziarono dei nuovi lavori di restauro della cattedrale che si conclusero nel 1896 e che furono condotti dall'architetto Gotthilf Ludwig Möckel per conto del granduca Federico Francesco II in stile neogotico. Durante la Seconda guerra mondiale la cattedrale non venne danneggiata e dagli anni '70 essa è entrata a far parte dei monumenti più importanti a livello nazionale per la Germania per il suo valore artistico e culturale. L'ultimo restauro della struttura è stato condotto a partire dal 2002 e si è concluso nel 2009 con la ristrutturazione totale anche dell'organo. Ogni anno vi si contano 200.000 visitatori da ogni parte del mondo.

## Descrizione

### Architettura

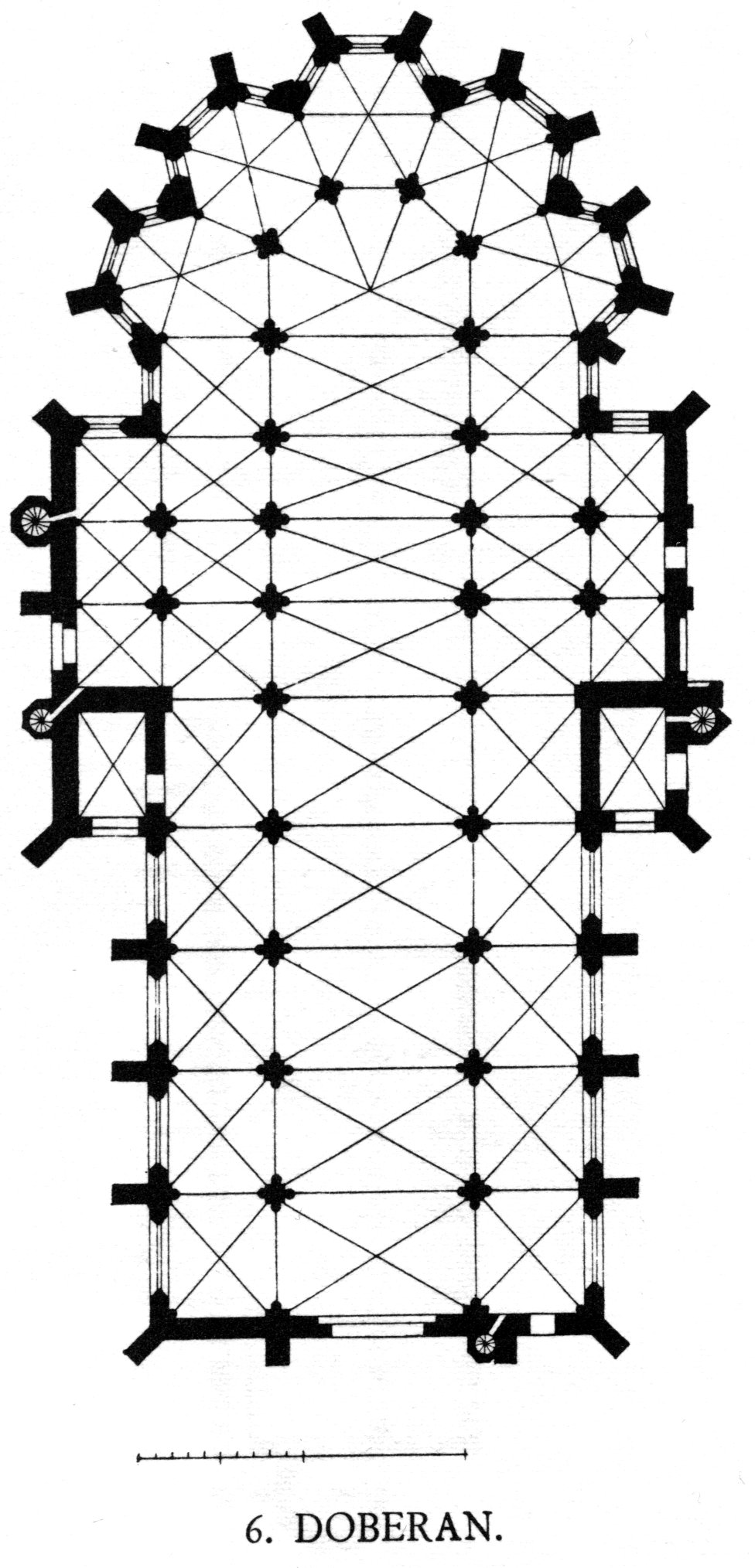
Pianta della cattedrale

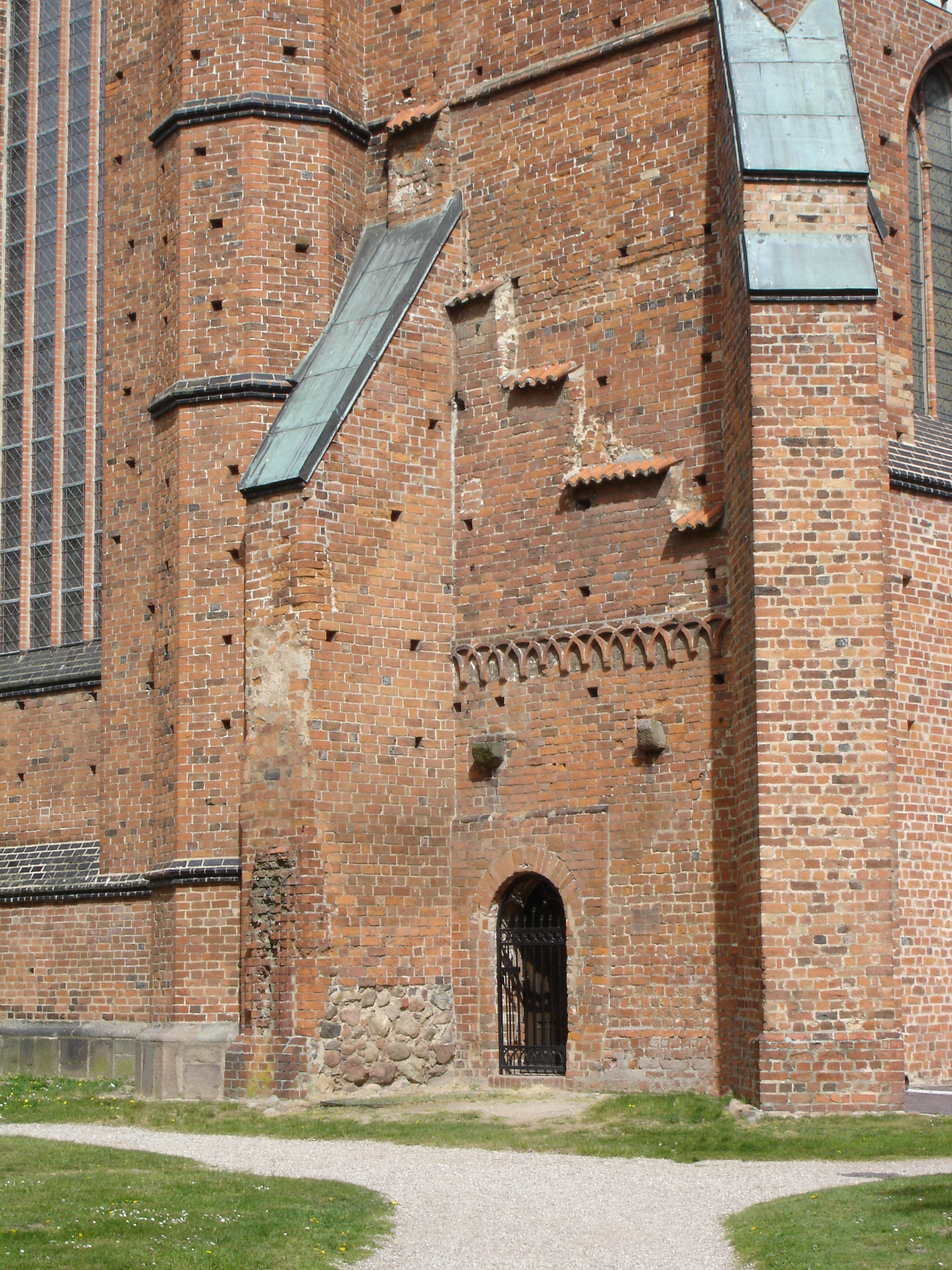
Parti romaniche integrate nella struttura gotica del monastero.

Il monastero di Bad Doberan risente di numerose influenze derivate da altre importanti cattedrali dell'area come la Marienkirche di Lubecca, la Nikolaikirche di Stralsund e la Marienkirche di Rostock.
La navata centrale ha un soffitto a volta alto 26 metri e largo 11 (lunghezza interna totale di 76 metri), e questo distingue la struttura per avere un carattere più raccolto di altre cattedrali dell'epoca. Il transetto termina con due cappelle di forma poligonale che si incrociano col braccio centrale aprendo spazio ad una cupola. Secondo le regole architettoniche dei cistercens, la cattedrale non ha le caratteristiche torri occidentali né grandi campane ma solo una campana posta su una piccola torre recuperata da Gotthilf Ludwig Möckel.
L'odierno monastero è stato creato in struttura tra il 1884 ed il 1891, ma dell'antica struttura è stato conservato un portale romanico del 1220. Il fronte occidentale della navata centrale è decorato con un frontone datato al 1350, oltre a resti della prima chiesa romanica come il portale neoromanico.
Il portale nord risale al 1300 e portava un tempo al vecchio cimitero monastico. A nord-est si trova un ossario gotico del 1250 che serviva per accogliere i resti esumati dalle tombe del cimitero monastico. Tale struttura venne restaurata nel 1883 apportando modifiche sostanziali come la copertura quasi totale degli affreschi gotici presenti.

### Altare e coro

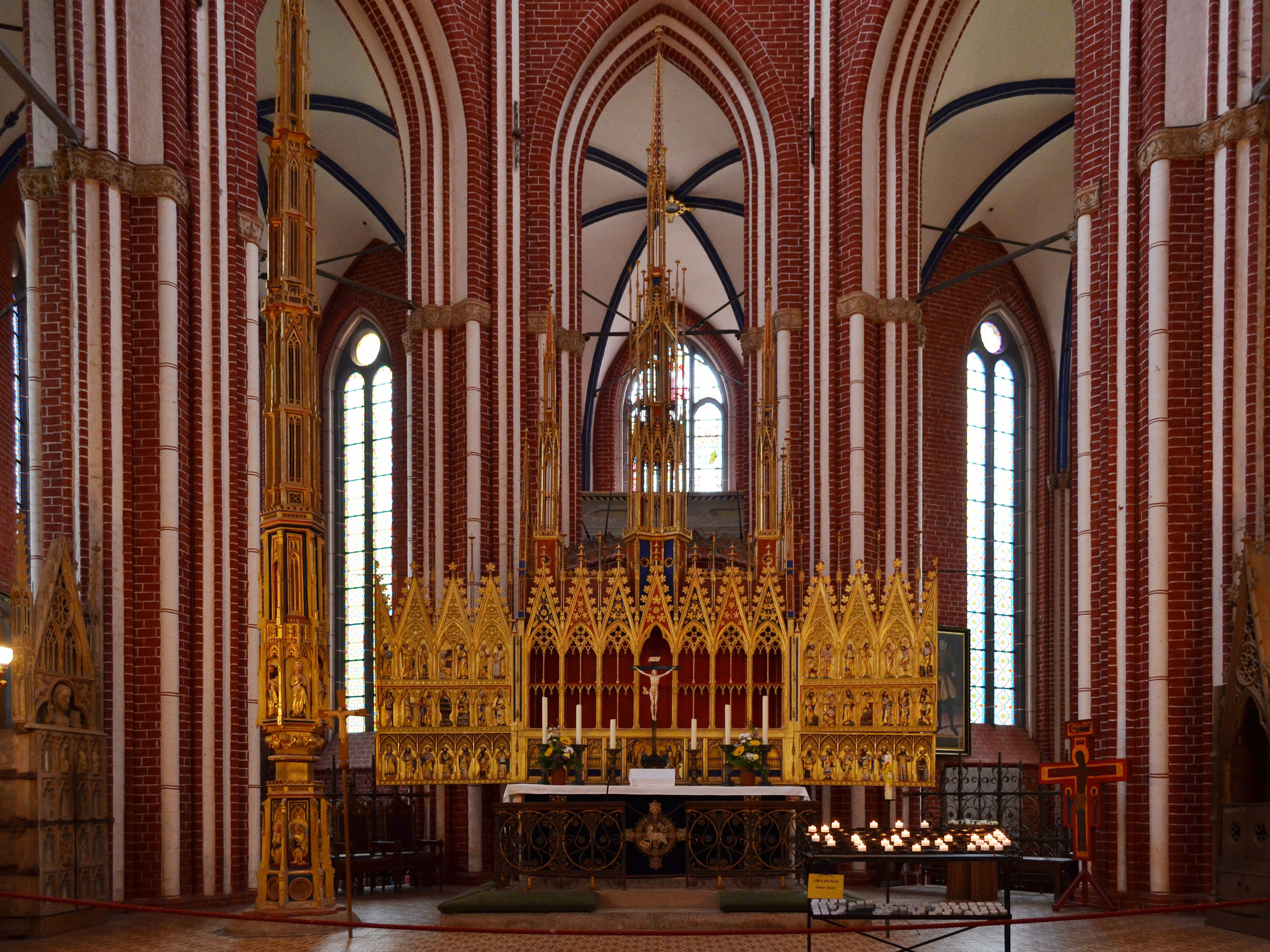
L'altare maggiore

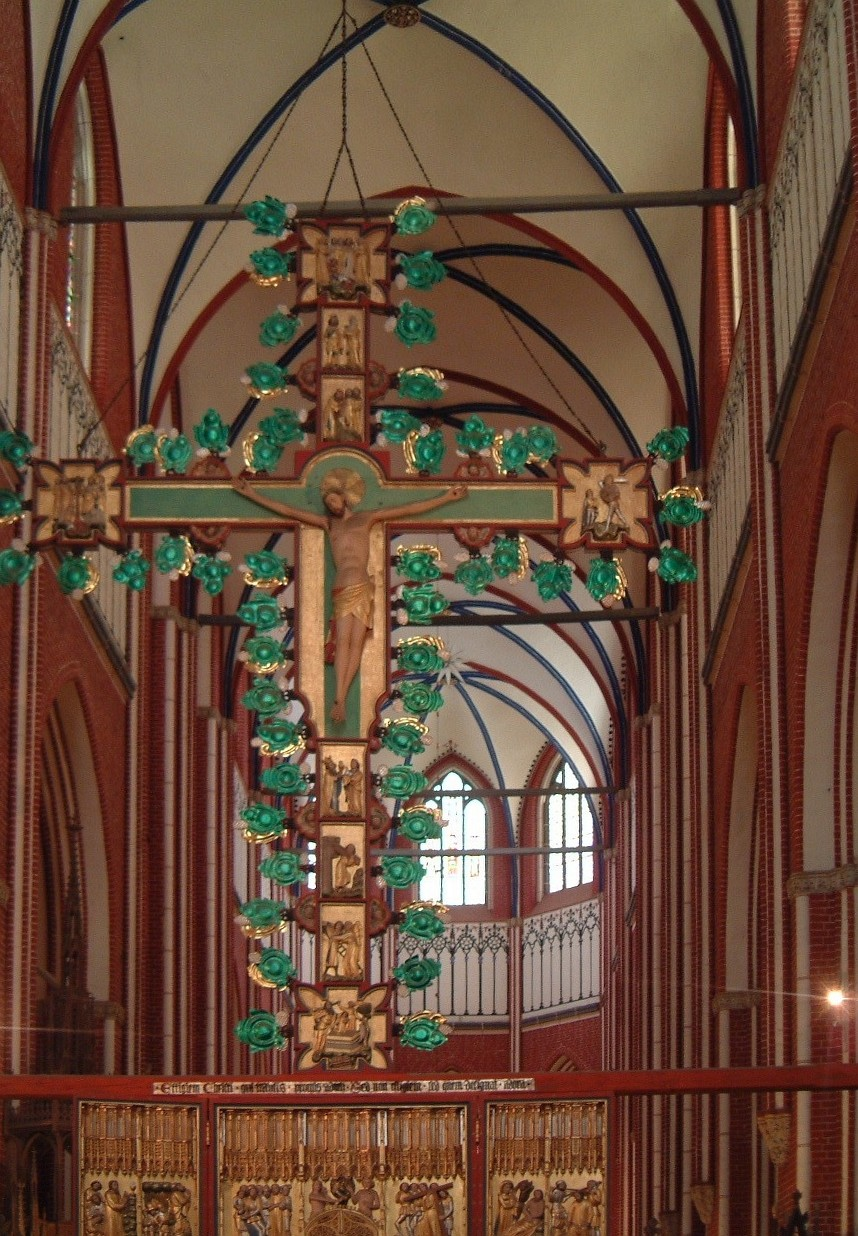
Il crocifisso dell'altare maggiore

L'altare maggiore (c. 1300) è un primo esempio di polittico. Di stile gotico, esso ha la tipica parte centrale riservata ad accogliere le reliquie con tre pinnacoli di cui il maggiore raggiunge i sei metri di altezza, mentre le parti laterali sono decorate a pannelli dipinti con scene del vecchio e del nuovo testamento.
Accanto all'altare si trova uno dei tabernacoli gotici più antichi della Germania, realizzati secondo lo stile "a torre" tipico delle aree nordiche. Il monumento, alto 11,6 metri, è costituito da una torre in legno dorata e scolpita in legno di rovere realizzata poco prima del 1368. Le raffigurazioni presenti rappresentano in basso scene del Vecchio Testamento, a metà quelle del Nuovo Testamento e in alto figure di santi.
Originale ancora della struttura antica è l'ex coro dei monaci il quale combina una struttura monumentale di 15 metri di altezza realizzata in legno poco prima del 1368 ad opera del maestro Bertram di Minden (1335-1415) di Amburgo.
Di artista sconosciuto è invece il trionfante crocifisso dell'altare maggiore, di altezza considerevole, decorato con inserti di bronzo, bronzo dorato e pitture color verde a far apparire il crocifisso come un albero fiorente.

### Le tombe

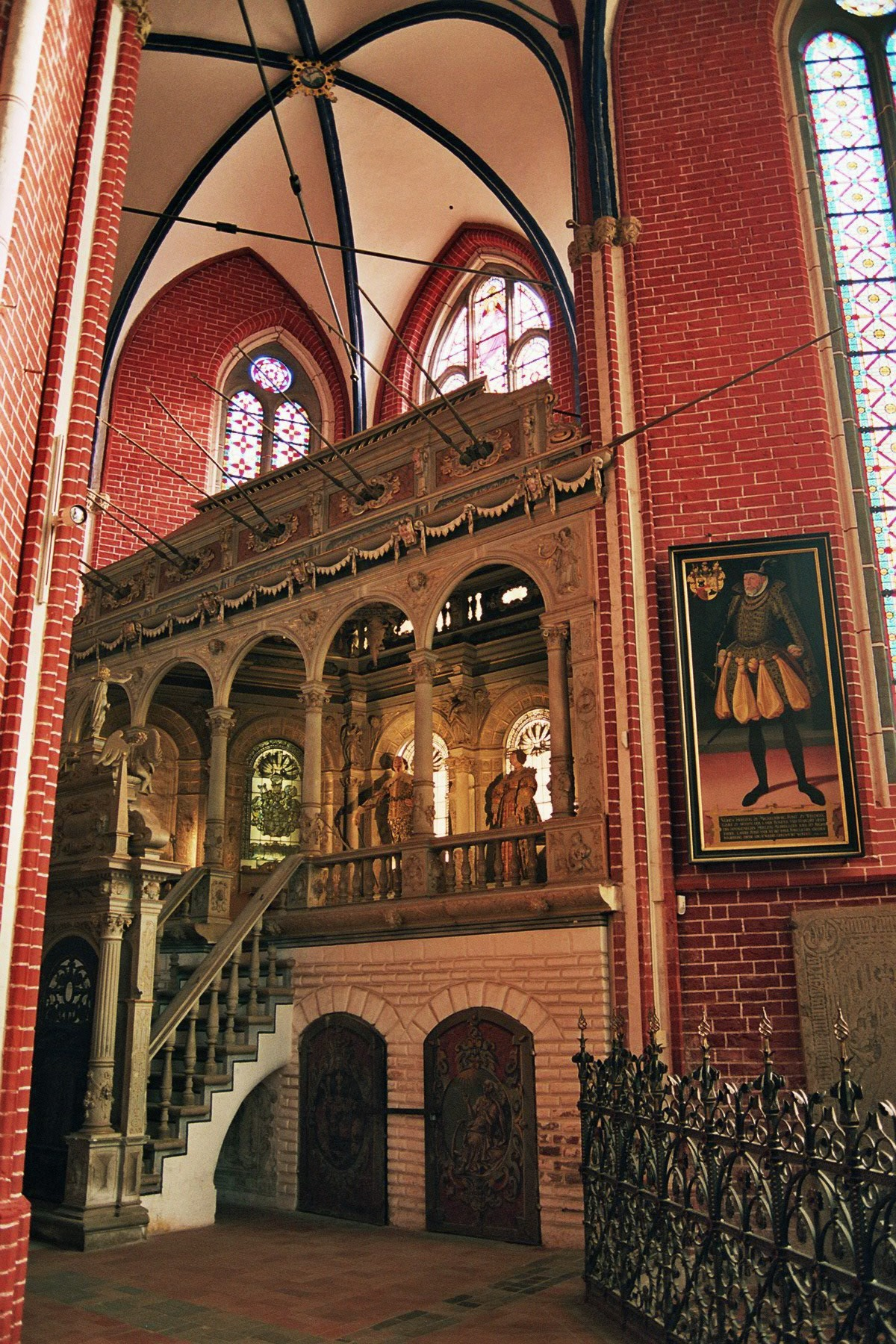
Il mausoleo di Adolfo Federico I e della moglie Anna Maria

Data l'importanza che assunse il monastero sin dalla sua fondazione, come si è detto esso divenne il luogo di sepoltura dei duchi di Meclemburgo. Il fondatore del complesso, il principe Pribislavo, ottenne una lapide nel transetto nord nel XIX secolo.
Uno dei primi monumenti funerari qui conservati è quello di Margherita Sambiria (m. 1282 a Rostock) che è stilisticamente intonato all'altare maggiore realizzato poi.
Una delle tombe più suggestive è senz'altro il cosiddetto "Oktogon", probabilmente costruito come sepoltura per il duca Alberto II che poi venne dimesso dal ruolo di duca per intervento dell'imperatore Carlo IV. Esso riporta delle rappresentazioni dei duchi di Meclemburgo attraverso delle sculture realizzate nel 1422 ed affisse poi sui pilastri circostanti.
Qui si trova anche la doppia tomba per Alberto III di Svezia (m. 1412) e della prima moglie, Riccarda di Schwerin (m. 1377), probabilmente costruita attorno al 1390.
La tomba più grande è indubbiamente però quella del duca Adolfo Federico I e della moglie Anna Maria, situati nell'area principale. Tutto attorno vi sono numerose lapidi di abati e notabili della regione. Nella parete nord-occidentale della cattedrale si trova anche il sarcofago del duca Federico Francesco I che fu poi il primo granduca di Meclemburgo-Schwerin.

### Organi a canne
Nella chiesa si trovano due organi a canne.
Quello principale venne costruito nel 1980 dall'organaro Alexander Schuke (opus 491) ed è situato sulla cantoria che dà sulla quinta campata della navata laterale di sinistra; esso si articola in un unico corpo con positivo tergale, e dispone di 43 registri, per un totale di 3220 canne; la trasmissione è integralmente meccanica e la consolle ha tre tastiere e pedaliera.
Al di sotto della prima arcata di sinistra del coro vi è un organo positivo realizzato dalla ditta Sauer nel 1967 (opus 1851). A trasmissione meccanica, dispone di 4 registri su unico manuale al quale è sempre unita la pedaliera.